# YUMING SPECTACLE SHANGRILA III〜A DREAM OF DOLPHINE〜
『YUMING SPECTACLE SHANGRILA Ⅲ〜A DREAM OF A DOLPHIN〜』（ユーミン・スペクタクル・シャングリラ・スリー ア・ドリーム・オブ・ドルフィン）は、松任谷由実（ユーミン）の10作目のライブビデオ。2008年3月5日にEMIミュージック・ジャパンよりリリース（DVD：TOBF-5566、Blu-ray Disc：TOXF-5566）。

## 解説
- ライブ・パートのDisc 1と、メイキング/ドキュメンタリー・パートのDisc 2にセットにして収録。
- 高画質（ハイビジョン映像）＆高音質（24bit/48KHz）のBlu-ray Discでもリリース。
- TOUR OF SHANGRILA III にはダブルアンコールの「ひこうき雲」を収録。

## DVD収録曲

### DISC1
1. ―オープニングー
2. グレイス・スリックの肖像
3. Happy Birthday to You〜ヴィーナスの誕生
4. ようこそ輝く時間へ
5. ハルジョオン・ヒメジョオン
6. インカの花嫁
7. ―情熱の記憶―
8. 朝陽の中で微笑んで
9. 時のないホテル
10. BABYLON
11. 12階のこいびと
12. 別れのビギン
13. Delphine
14. Northern Lights
15. 時はかげろう
16. SAVE OUR SHIP
17. SHANGRILAをめざせ
18. ―イルカたちの残像―
19. 真夏の夜の夢
20. 人魚姫の夢
21. Carry on
22. ―Au Nom de la Rose―

作詞・作曲：松任谷由実（#2-#6,#9-#17,#19-#21）、荒井由実（#8）　編曲：武部聡志

### DISC2
1. HISTORY OF SHANGRILA
2. PERFORMER OF SHANGRILA III －全キャスト紹介－
3. TOUR OF SHANGRILA III

## 参加ミュージシャン
- ドラム：村石雅行
- ベース：田中章弘
- ギター：市川祥治、中川雅也
- キーボード：武部聡志
- コーラス：松岡奈緒美、今井正喜、須藤美恵子
- パーカッション：小野かほり